# Nephila

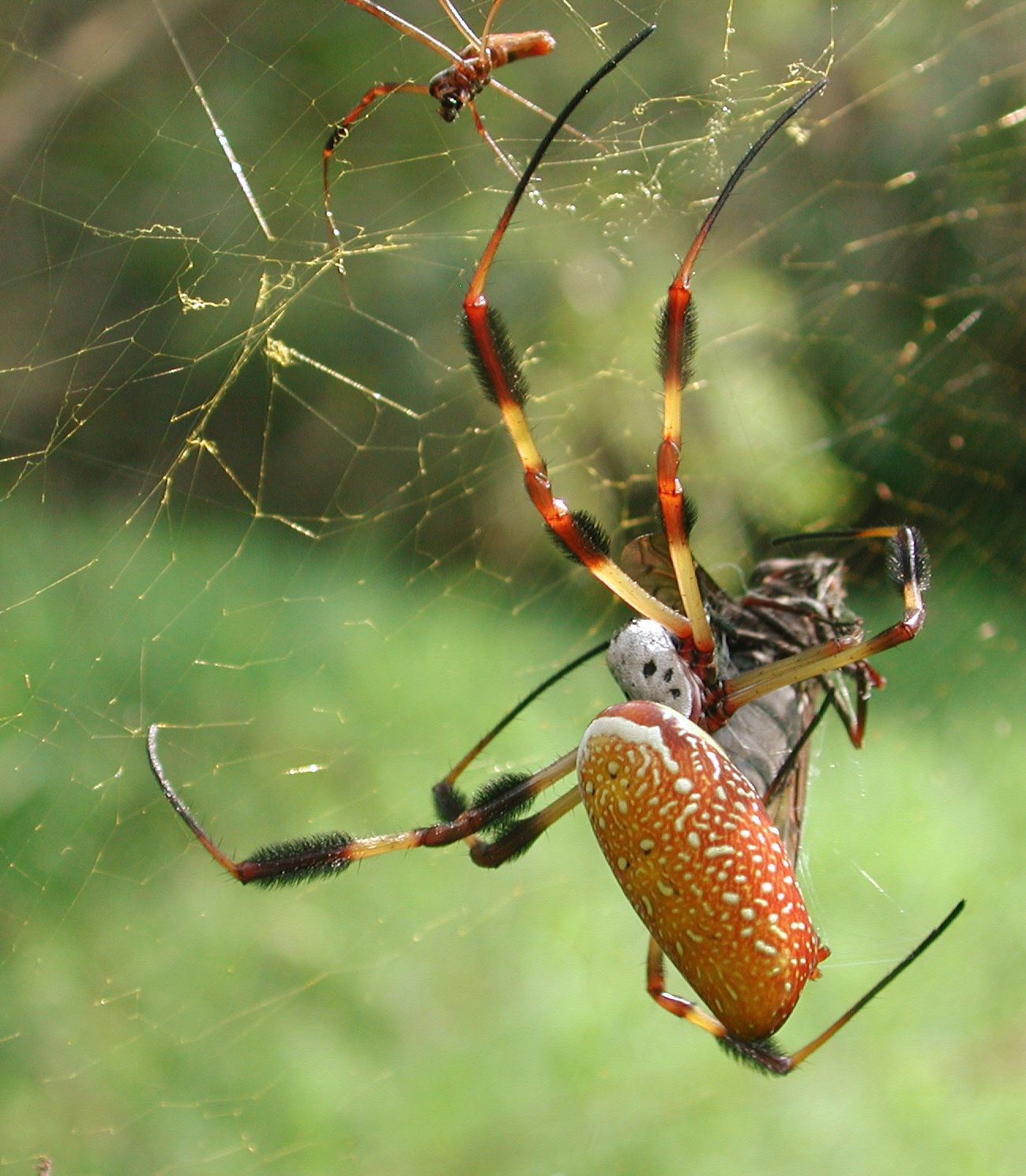
Nephila clavipes

A Nephila a pókszabásúak (Arachnida) osztályának pókok (Araneae) rendjébe, ezen belül a keresztespókfélék (Araneidae) családjába tartozó nem.

## Előfordulásuk
A Nephila-fajok a Föld meleg tájain fordulnak elő. A következő kontinenseken és földrészeken találhatók meg: Ausztrália, Új-Zéland északi szigete, Polinézia, Ázsia, Afrika (beleértve Madagaszkárt is) és a három amerikai földrész.

## Rendszerezés
A nembe az alábbi 23 faj tartozik (korábban több faj tartozott ide, azonban 2017 májusától csak az alábbiak vannak elfogadva):
- Nephila antipodiana (Walckenaer, 1841) – Kína, a Fülöp-szigetektől Új-Guineáig, Salamon-szigetek, Queensland
- Nephila clavata L. Koch, 1878 – Indiától Japánig
- Nephila clavipes (Linnaeus, 1767) – az Amerikai Egyesült Államoktól Argentínáig, São Tomé
- Nephila comorana Strand, 1916 – Comore-szigetek, Mayotte
- Nephila constricta Karsch, 1879 – trópusi Afrika
- Nephila cornuta (Pallas, 1772) – Guyana
- Nephila dirangensis Biswas & Biswas, 2006 – India
- Nephila edulis (Labillardière, 1799) – Ausztrália, Új-Guinea, Új-Kaledónia, Új-Zéland
- Nephila fenestrata Thorell, 1859 – Dél-Afrika
- Nephila inaurata (Walckenaer, 1841) – Mauritius, Rodriguez-sziget, Réunion
- Nephila komaci Kuntner & Coddington, 2009 – Dél-Afrika, Madagaszkár
- Nephila kuhlii (Doleschall, 1859) – Indiától Celebeszig
- Nephila laurinae Thorell, 1881 – Kínától a Salamon-szigetekig
- Nephila pakistaniensis Ghafoor & Beg, 2002 – Pakisztán
- Nephila pilipes (Fabricius, 1793) – Indiától Kínáig, Vietnám, Fülöp-szigetek, Ausztrália; típusfaj
- Nephila plumipes (Latreille, 1804) – Indonézia, Új-Guinea, Ausztrália, Új-Kaledónia, Vanuatu, Salamon-szigetek, Új-Írország
- Nephila robusta Tikader, 1962 – India
- Nephila senegalensis (Walckenaer, 1841) – Nyugat-Afrikától Etiópiáig
- Nephila sexpunctata Giebel, 1867 – Brazília, Paraguay, Argentína
- Nephila sumptuosa Gerstäcker, 1873 – Kelet-Afrika, Szokotra
- Nephila tetragnathoides (Walckenaer, 1841) – Fidzsi-szigetek, Tonga, Niue
- Nephila turneri Blackwall, 1833 – Nyugat- és Közép-Afrika
- Nephila vitiana (Walckenaer, 1847) – Indonézia, Celebesz, Fidzsi-szigetek, Tonga

## Fordítás
- Ez a szócikk részben vagy egészben  a   Golden silk orb-weaver című angol Wikipédia-szócikk ezen változatának fordításán alapul.  Az eredeti cikk szerkesztőit annak laptörténete sorolja fel. Ez a jelzés csupán a megfogalmazás eredetét és a szerzői jogokat jelzi, nem szolgál a cikkben szereplő információk forrásmegjelöléseként.